# Horseshoe Lake (Alberta)
Der Horseshoe Lake ([ˈhɔːsʃuː leɪk], wörtlich „Hufeisensee“) ist ein kleiner See im Jasper-Nationalpark in der kanadischen Provinz Alberta.

## Lage
Der See befindet sich südlich von Jasper, in etwa 27 Kilometer Entfernung entlang des Icefields Parkway, kurz vor den  Athabasca Falls. Er hat eine Länge von etwa 700 m und eine maximale Breite von ungefähr 270 m. Eine Landzunge teilt die südliche Hälfte in zwei Teile, die dadurch gebildete gebogene Form ist Grund für seinen Namen. An seinem Ufer ragen zum Teil steile Klippen empor, die eine Höhe von bis zu 24 Metern haben.
Der See gehört zu den eher wenig von Touristen besuchten Orten im Nationalpark, ist aber besonders unter einheimischen Jugendlichen bekannt, da er Gelegenheit zum Klippenspringen bietet. Da es dabei in der Vergangenheit mehrfach zu schweren Unfällen kam, auch mit Todesfolge, warnt Parks Canada vor den damit verbundenen Gefahren.